# Vanguard Animation
La Vanguard Animation è uno studio di animazione cinematografico statunitense specializzato in "computer generated imagery" (CGI).
L'azienda è stata fondata dal produttore John H. Williams e ha aperto un nuovo set a Burnaby, in Columbia Britannica.

## Film d'animazione
- 2005 - Valiant - Piccioni da combattimento (Valiant)
- 2007 - Cenerentola e gli 007 nani (Happily N'Ever After)
- 2008 - Space Chimps - Missione spaziale (Space Chimps)
- 2010 - Space Chimps 2: Zartog colpisce ancora[1]
- 2015 - Get Squirrely[2]
- 2018 - Mamma, ho scoperto gli gnomi! (Gnome Alone)[3]
- 2018 - C'era una volta il Principe Azzurro (Charming)
- 2019 - Tappo - Cucciolo in un mare di guai (Trouble)[4]
- 2020 - Il mio nome è Impavido (Fearless)

### Film annunciati e in pre-produzione
- 2020 - Super Babies[4]
- 2020 - The Silk Road Rally[4]
- Supercharged[5]
- Goose Chase
- Alien Rock Band
- Emo Boy
- Oz Wars
- Doomstar: Janitorial
- Trapped in a Comic Book